# (90862) 1996 KM1
1996 كي أم 1 (ويعرف أيضًا باسم (90862) 1996 كي أم 1 وفق تسمية الكوكب الصغير) (بالإنجليزية: 1996 KM1)‏ هو كويكب ضمن حزام الكويكبات؛ وترتيبه 90862 من حيث الاكتشاف.
اكتُشف هذا الجُرم الفلكي بواسطة Jack B. Child ‏ في 22 مايو 1996.

## وصلات خارجية
- (90862) 1996 KM1 في قاعدة بيانات مختبر الدفع النفاث لأجرام النظام الشمسي الصغيرة

- الاكتشاف · مخطط المدار ·  العناصر المدارية · المعلمات المادية

- (90862) 1996 KM1 على موقع ويكي سكاي: DSS2, SDSS, GALEX, IRAS, Hydrogen α, X-Ray, Astrophoto, Sky Map, Articles and images